# Deltocyathus stella
Espèce
Statut CITES
Deltocyathus stella est une espèce de coraux appartenant à la famille des Deltocyathidae ou Caryophylliidae.